# Wohlwendhaus
Das Wohlwendhaus oder ehemaliger „Wocherscher Ansitz“ liegt im südlichen Teil der Stadt Feldkirch (Vorarlberg) im Ortsteil Levis. Das Objekt steht unter Denkmalschutz (Listeneintrag).

## Geschichte
Der 1583 etwas außerhalb der damaligen Stadt Feldkirch erbaute Vorgängerbau wurde vom Edlen Franz Anton von Wocher (1680–1748) erworben. Seine Söhne Franz Joseph und Johann Anton Karl bauten das Haus um und aus. Der gräfliche Oberamtmann in Hohenems Franz Joseph verbrachte hier seinen Lebensabend. Bekannt wurde er als Auffinder der beiden Handschriften des Nibelungen-Liedes (1755 und 1779) im Palast von Hohenems. Gustav Max von Wocher war Feldmarschallleutnant sowie Inhaber eines Infanterie-Regimentes der k. u. k. Armee. Um 1805 ging der Ansitz an die Feldkircher Bürgerfamilie Wohlwend über.
Josef Anton Wohlwend überließ dem ersten Generalvikar und Weihbischof für Vorarlberg, Bernhard Galura, das Gebäude 1820 bis 1829 als Wohnung. Fidel Markus Wohlwend war Bürgermeister von Feldkirch sowie Landtags- und Reichsratsabgeordneter. Seit 1893 gehört das Wohlwendhaus der Staatsbahnenverwaltung bzw. heute den Österreichischen Bundesbahnen und dient Wohnzwecken.

## Architektur
Der Ansitz liegt zwischen der Reichsstraße und den Gleisanlagen des Bahnhofes. Der fünfachsige Hauptbau ist dreigeschoßig mit einem Walmdach, die Seitenfronten sind dreiachsig. Die an der Rückseite angebauten zwei kurzen Flügel überragen das Hauptgebäude mit einer Fensterachse und bilden zur Bahn hin einen offenen Hof. Die Straßenseite hat mittig ein rundbogiges Renaissanceportal, das im Rokoko umgestaltet wurde. Über dem Torbogen befindet sich eine Rocaillekartusche mit den Wappen des Franz Joseph von Wocher und seiner Gemahlin Maria Barbara Püschel von Luttach. Die Jahreszahl 1583 weist auf die Erbauung des Gebäudes hin. Seitlich des Torbogens stehen schräg gestellte Pilaster, von denen Voluten zum Fenster des ersten Stocks aufsteigen. Darüber bilden eine Muschel und ein verkröpfter Segmentgiebel den Abschluss. Weiße Lisenen und ein Kreuzgiebel am Dach, der mit einer geschweiften Tür zum Aufziehen von Vorräten ausgestattet ist, betonen die Mittelachse. Die Fenster sind rechteckig und zweiteilig mit geschnitzten hölzernen Mittelpfosten. 
Die Wohnräume sind mit qualitätsvollen Stuckdecken geschmückt, die im ersten Stock noch relativ einfach sind. Die Rokokodecken des zweiten Obergeschoßes im Louis-XVI-Stil zeigen figurale Motive, Landschaften und Musikinstrumente. Im nördlichen Anbau befindet sich die ehemalige Hauskapelle des Bischofs, die auch reich mit Deckenstuck verziert ist.